# Spangereid
Spangereid este o localitate din comuna Lindesnes, provincia Vest-Agder, Norvegia, cu o suprafață de 0,71 km² și o populație de 568 locuitori (2013).